# Morti nel 1979/Aprile
| Questa pagina contiene informazioni ricavate automaticamente dalle voci biografiche con l'ausilio del template Bio e di un bot. L'aggiornamento è periodico e automatico e ricostruisce completamente la pagina. Se manca una persona in questa lista, sei pregato di non aggiungerla, ma accertati piuttosto che la sua voce biografica contenga il template Bio e che i dati anagrafici siano correttamente compilati. Se il template Bio manca, inseriscilo tu stesso o, in alternativa, metti l'avviso {{tmp\|Bio}} che ne segnala la mancanza. Se i dati riportati sono sbagliati, correggi direttamente la voce biografica; le modifiche saranno visibili in questa lista entro pochi giorni. Per chiarimenti vedi il progetto biografie. La lista contiene solo le 85 persone che sono citate nell'enciclopedia e per le quali è stato implementato correttamente il template Bio. Pagina aggiornata al 3 mar 2024. |

- 1º aprile - Gennadij Komnatov, ciclista su strada sovietico (n. 1949)
- 1º aprile - Barbara Luddy, doppiatrice e attrice statunitense (n. 1908)
- 3 aprile - Giuseppe Perrone Capano, politico e avvocato italiano (n. 1898)
- 3 aprile - Amelia Piccinini, pesista e lunghista italiana (n. 1917)
- 3 aprile - Erich Rademacher, nuotatore e pallanuotista tedesco (n. 1901)
- 3 aprile - Moriaki Shimizu, generale e diplomatico giapponese (n. 1896)
- 4 aprile - Zulfiqar Ali Bhutto, politico pakistano (n. 1928)
- 4 aprile - Joseph Alcazar, calciatore francese (n. 1911)
- 4 aprile - Edgar Buchanan, attore statunitense (n. 1903)
- 4 aprile - Philippe Stern, storico dell'arte francese (n. 1895)
- 5 aprile - Wang Yunwu, linguista e politico cinese (n. 1888)
- 6 aprile - David Armitage Bannerman, ornitologo britannico (n. 1886)
- 6 aprile - Solomon Mahlangu, attivista sudafricano (n. 1956)
- 6 aprile - Sergej Ivanovič Splošnov, regista cinematografico sovietico (n. 1907)
- 6 aprile - Thorleif Tharaldsen, calciatore norvegese (n. 1893)
- 6 aprile - Norman Tokar, regista, sceneggiatore e produttore cinematografico statunitense (n. 1919)
- 7 aprile - Bruno Apitz, scrittore e sceneggiatore tedesco (n. 1900)
- 7 aprile - Amir-Abbas Hoveyda, economista e politico iraniano (n. 1919)
- 7 aprile - Marcel Jouhandeau, scrittore francese (n. 1888)
- 8 aprile - Eric Dodds, filologo classico, antropologo e grecista irlandese (n. 1893)
- 8 aprile - Breece D'J Pancake, scrittore statunitense (n. 1952)
- 8 aprile - Josef Stangl, vescovo cattolico tedesco (n. 1907)
- 9 aprile - Amir Hossein Rabii, generale iraniano (n. 1930)
- 9 aprile - Fusatarō Teshima, generale giapponese (n. 1889)
- 9 aprile - Johannes Baptist Hubert Theunissen, arcivescovo cattolico olandese (n. 1905)
- 10 aprile - James Clement Dunn, diplomatico statunitense (n. 1890)
- 10 aprile - Eugenio Miozzi, ingegnere italiano (n. 1889)
- 10 aprile - Nino Rota, compositore italiano (n. 1911)
- 11 aprile - Mohamed Ali Akid, calciatore tunisino (n. 1949)
- 11 aprile - Leonid Fёdorovič Bykov, attore e regista sovietico (n. 1928)
- 11 aprile - Ugo D'Andrea, giornalista, saggista e politico italiano (n. 1893)
- 11 aprile - Pietro Dal Pozzo, partigiano e politico italiano (n. 1898)
- 11 aprile - Abbas Ali Khalatbari, politico e diplomatico iraniano (n. 1912)
- 11 aprile - Mohammad Taghi Majidi, generale iraniano (n. 1911)
- 11 aprile - Nasser Moghaddam, funzionario e generale iraniano (n. 1921)
- 11 aprile - Ali Neshat, generale iraniano
- 11 aprile - Hassan Pakravan, funzionario e generale iraniano (n. 1911)
- 11 aprile - Abdollah Riazi, politico iraniano (n. 1905)
- 12 aprile - Karl Anton, regista, sceneggiatore e produttore cinematografico ceco (n. 1898)
- 12 aprile - Leopold Horace Ognall, scrittore e giornalista scozzese (n. 1908)
- 12 aprile - Christiane Reimann, infermiera danese (n. 1888)
- 13 aprile - Fred Worrall, calciatore inglese (n. 1910)
- 14 aprile - Vittorio Beonio Brocchieri, politologo, giornalista e scrittore italiano (n. 1902)
- 14 aprile - Rudolf Jugert, regista tedesco (n. 1907)
- 15 aprile - Harry Meyen, attore, regista e doppiatore tedesco (n. 1924)
- 15 aprile - Leonard Mociulschi, generale rumeno (n. 1889)
- 15 aprile - Giuseppe Romeo, politico italiano (n. 1904)
- 15 aprile - Josef Tomášek, nuotatore e pallanuotista cecoslovacco (n. 1904)
- 15 aprile - Alba Rosa Viëtor, violinista, pianista e compositrice italiana (n. 1889)
- 16 aprile - Maria Caniglia, soprano italiano (n. 1905)
- 16 aprile - Anatolij Charlampiev, judoka russo (n. 1906)
- 17 aprile - Paolo Barison, calciatore italiano (n. 1936)
- 17 aprile - Chuck Osborne, cestista statunitense (n. 1939)
- 17 aprile - Yukio Tsuda, calciatore giapponese (n. 1917)
- 18 aprile - Leandro Gómez Harley, cestista e ostacolista uruguaiano (n. 1902)
- 18 aprile - Jullan Kindahl, attrice e cantante svedese (n. 1885)
- 18 aprile - Alberto Pincherle, storico italiano (n. 1894)
- 18 aprile - Pedro Suárez, calciatore argentino (n. 1908)
- 19 aprile - Wilhelm Bittrich, generale tedesco (n. 1894)
- 19 aprile - Antonio Centa, attore italiano (n. 1907)
- 19 aprile - August Sackenheim, calciatore tedesco (n. 1905)
- 20 aprile - Dutch Dehnert, cestista e allenatore di pallacanestro statunitense (n. 1898)
- 20 aprile - Corrado Fatta, storico italiano (n. 1903)
- 21 aprile - Pëtr Nikolaevič Pospelov, politico e storico sovietico (n. 1898)
- 22 aprile - Amedeo Biavati, allenatore di calcio e calciatore italiano (n. 1915)
- 22 aprile - Gholamreza Nikpey, politico iraniano (n. 1927)
- 23 aprile - Augusto Zanzi, ciclista su strada italiano (n. 1904)
- 24 aprile - John Carroll, attore statunitense (n. 1906)
- 24 aprile - Leopold Ludwig, direttore d'orchestra austriaco (n. 1908)
- 24 aprile - Beppe Mojetta, compositore, direttore d'orchestra e arrangiatore italiano (n. 1905)
- 24 aprile - Max Romih, scacchista italiano (n. 1893)
- 25 aprile - Svend Jensen, calciatore danese (n. 1905)
- 26 aprile - Lucio Mastronardi, scrittore italiano (n. 1930)
- 26 aprile - Antonio Monni, avvocato e politico italiano (n. 1895)
- 27 aprile - Celal Atik, lottatore turco (n. 1920)
- 27 aprile - Willibald Schmaus, calciatore austriaco (n. 1912)
- 27 aprile - Gheorghe Vrănceanu, matematico rumeno (n. 1900)
- 28 aprile - Felix Labunski, compositore, pianista e docente statunitense (n. 1892)
- 28 aprile - Spartaco Majani, arbitro di calcio italiano (n. 1896)
- 28 aprile - Karel Senecký, calciatore cecoslovacco (n. 1919)
- 28 aprile - Ugo Spirito, filosofo italiano (n. 1896)
- 29 aprile - Fred Coe, regista e produttore televisivo statunitense (n. 1914)
- 30 aprile - Jaap Bulder, calciatore olandese (n. 1896)
- 30 aprile - Paul Massing, sociologo e agente segreto tedesco (n. 1902)
- 30 aprile - Sante Pollastri, criminale e anarchico italiano (n. 1899)